# Spichlerz Trupia Czaszka
Spichlerz Trupia Czaszka – spichlerz na Wyspie Spichrzów w Gdańsku przy ul. Chmielnej. Został wybudowany w XVII i XVIII wieku. Od 1971 roku zrujnowany obiekt wpisany jest do rejestru zabytków.